# Rio Grande (Ohio)
Rio Grande – wieś w Stanach Zjednoczonych, w stanie Ohio, w hrabstwie Gallia.